# Tanya Dubnicoff
Tanya Dubnicoff, née le 7 novembre 1969 à Winnipeg, est une coureuse cycliste canadienne. Elle a notamment été championne du monde de vitesse en 1993 et deux fois médaillée d'or dans cette discipline aux Jeux du Commonwealth. Elle a représenté le Canada aux Jeux olympiques en 1992, 1996 et 2000.

## Palmarès

### Jeux olympiques
- Barcelone 1992
  - 6e de la vitesse individuelle
- Atlanta 1996
  - 8e de la vitesse individuelle
- Sydney 2000
  - 7e de la vitesse individuelle
  - 8e du 500 mètres

### Championnats du monde
- Hamar 1993
  -  Championne du monde de la vitesse individuelle
- Bordeaux 1998
  -  Médaillée d'argent du 500 mètres
  -  Médaillée de bronze de la vitesse individuelle
- Berlin 1999
  -  Médaillée de bronze de la vitesse individuelle

### Jeux du Commonwealth
- 1994
  -  Médaillée d'or de la vitesse individuelle
- 1998
  -  Médaillée d'or de la vitesse individuelle

### Jeux panaméricains
- 1991
  -  Médaillée d'or de la vitesse individuelle
- 1995
  -  Médaillée d'or de la vitesse individuelle
- 1999
  -  Médaillée d'or du 500 mètres
  -  Médaillée d'or de la vitesse individuelle

### Coupe du monde
- 1995
  - 2e de la vitesse individuelle à Manchester
- 1997
  - 1re de la vitesse individuelle à Adélaïde
- 1998
  - 3e de la vitesse individuelle à Victoria
- 1999
  - Classement final du 500 mètres
  - 1re du 500 mètres à Mexico
  - 1re du 500 mètres à Cali
  - 2e du 500 mètres à San Francisco
  - 1re de la vitesse individuelle à Mexico
  - 1re de la vitesse individuelle à Cali
  - 2e de la vitesse individuelle à San Francisco